# Theotima ruina
Espèce
Theotima ruina est une espèce d'araignées aranéomorphes de la famille des Ochyroceratidae.

## Distribution
Cette espèce est endémique du Chiapas au Mexique,. Elle se rencontre vers Palenque.

## Description
Le mâle holotype mesure 0,82 mm.

## Étymologie
Son nom d'espèce lui a été donné en référence au lieu de sa découverte, les Ruinas de Palenque.

## Publication originale
- Gertsch, 1977 : Report on cavernicole and epigean spiders from the Yucatan peninsula. Association for Mexican Cave Studies Bulletin, vol. 6, p. 103-131 (texte intégral).